# La roda del temps (sèrie de televisió)
La roda del temps (anglès: The Wheel of Time) és una sèrie de televisió de fantasia èpica nord-americana. La sèrie es basa en les novel·les homònimes de Robert Jordan i ha estat produïda per Rafe Judkins, Rick Selvage, Larry Mondragon, Ted Field, Mike Weber i Darren Lemke. La sèrie es va estrenar el 19 de novembre de 2021 i consta de vuit episodis que s'emetran fins al 24 de desembre de 2021 a la plataforma Amazon Prime Video. Al maig de 2021, la sèrie es va renovar per a una segona temporada. S'ha subtitulat al català.

## Premissa
La roda del temps narra la història de Moiraine, que pertany a les Aes Sedai, una poderosa organització de dones que poden usar màgia (el poder Únic). Moiraine guia a un grup de cinc joves en un viatge al voltant del món, pensant que un d'ells podria ser la reencarnació del Drac, un poderós individu de qui s'ha profetizat que salvarà el món o el destruirà.

## Repartiment

### Principal
- Rosamund Pike com Moiraine, membre del grup Aes Sedai[4]
- Daniel Henney com al'Lan Mandragoran, el guardià de Moiraine[5]
- Josha Stradowski com Rand al'Thor[6]
- Marcus Rutherford com Perrin Aybara[6]
- Zoë Robins com Nynaeve al'Pixés[6]
- Barney Harris (1ra temporada) i Donal Finn (segona temporada) com Mat Cauthon[6][7]
- Madeleine Madden com Egwene al'Vere[6]
- Abdul Salis com Eamon Valda, un capa Blanca[8]

### Altres Aes Sedai i els seus guardians
- Kate Fleetwood com Liandrin Guirale, membre del grup Aes Sedai[3]
- Priyanka Bose com Alanna Mosvani, membre del grup Aes Sedai[9]
- Emmanuel Imani com Ihvon, guardià de Alanna[9]
- Taylor Napier com Maksim, guardià de Alanna[9]
- Sophie Okonedo com Siuan Sanche, membre del grup Aes Sedai[3]
- Clare Perkins com Kerene Nagashi, membre del grup Aes Sedai[3]
- Jennifer Cheon Garcia com Leane Sharif, membre del grup Aes Sedai[9]

### Secundaris
- Álvaro Morte com Logain Ablar[10]
- Christopher Sciueref com Abell Cauthon[9]
- Juliet Howland com Natti Cauthon[9]
- Mandi Symonds com Daise Congar[9]
- Lolita Chakrabarti com Marin al'Vere[9]
- Michael Tuahine com Bran al'Vere[9]
- David Sterne com Cenn Buie[9]
- Stuart Graham com Geofram Bornhald, un capa Blanca[8]
- Kae Alexander com Min Farshaw[3]
- Peter Franzén com Stepin, un carceller[3]
- Pasha Bocarie com Master Grinwell[8]
- Jennifer K Preston com Mistress Grinwell[8]
- Darren Clarke com Basel Gill[8]
- Maria Doyle Kennedy com Illa, una gitana[9]
- Daryl McCormack com Aram, un gitano[9]
- Narinder Samra com Rauen, un gitano[9]
- Hammed Animashaun com Loial, un Ogier[10]
- Alexandre Willaume com Thom Merrilin, un juglar[10]
- Johann Myers com Padan Fain, un comerciant ambulant[10]
- Michael McElhatton com Tam al'Thor[11]

## Episodis

### Primera temporada (2021)
Nota: Episodis i data de llançament de la primera temporada.
 

### Segon temporada (TBA)
El primer episodi de la segona temporada es titula "A Taste of Solitude", escrit per Amanda Kate Shuman.

## Producció

### Origen
El 2000, NBC va adquirir els drets de les novel·les de fantasia de Robert Jordan, The Wheel of Time, però en aquells moments no va produir la sèrie televisiva. El 2004, Jordan va vendre els drets de pel·lícules, televisió, videojocs i còmics de la sèrie a la productora Xarxa Eagle Entertainment. El 2015, la xarxa Eagle Entertainment va pagar temps de transmissió a la xarxa de cable FXX per poder transmetre Winter Dragon, un capítol pilot de 22 minuts d'una possible sèrie de La roda del temps protagonitzada per Billy Zane i Max Ryan que li va permetre que pogués conservar els drets del projecte. Posteriorment, l'empresa va demandar a la vídua de Jordan, Harriet McDougal, pels seus comentaris sobre el capítol pilot i la demanda es va resoldre el 2016.

### Desenvolupament
El 20 d'abril de 2017 es va anunciar una nova adaptació de la sèrie, produïda per Sony Pictures Television associada amb la Xarxa Eagle Entertainment i Radar Pictures. S'esperava que Rafe Judkins fos el guionistade la sèrie i el seu productor executiu juntament Rick Selvage, Larry Mondragon, Ted Field, Mike Weber i Darren Lemke. McDougal fou productor consultor. A l'octubre de 2018, la sèrie s'havia estat en desenvolupant durant un any i Amazon Studios va acordar produir-la. Uta Briesewitz va ser confirmada com a directora dels dos primers episodis al febrer de 2019. El 20 de maig de 2021, Amazon va renovar la sèrie per a una segona temporada abans que aquesta s'estrenés.

### Càsting
Rosamund Pike va ser per representar la protagonista de la sèrie, Moraine, al juny de 2019. A l'agost de 2019 es van anunciar altres membres principals: Daniel Henney com Lan Mandragoran, Josha Stradowski com Rand al'Thor, Marcus Rutherford com Perrin Aybara, Zoë Robins com Nynaeve al'Pixés, Barney Harris com Mat Cauthon i Madeleine Madden com Egwene al'Vere. Al setembre de 2021, Donal Finn va ser elegit com Mat Cauthon per a la segona temporada quan es va anunciar que Harris no tornaria després de la primera temporada. A l'octubre de 2021, Ceara Coveney, Natasha O'Keeffe i Meera Syal es van unir a l'elenc com a personatges recurrents de la sèrie per a la segona temporada.

### Rodatge
El rodatge de la primera temporada va començar el 16 de setembre de 2019. El rodatge a Praga es va detenir al març de 2020 a causa de la pandèmia de COVID-19, però es va reprendre a l'abril de 2021 i va concloure al maig de 2021. El rodatge de la segona temporada va començar el 19 de juliol de 2021.

## Llançament
La sèrie s'estrenà a Amazon Prime Video el 19 de novembre de 2021, amb els primers tres episodis disponibles i la resta debutà setmanalment fins al 24 de desembre de 2021, el final de la temporada. Els dos primers episodis es van estrenar en cinemes de Londres, Regne Unit i algunes ciutats dels Estats Units El 15 de novembre de 2021, abans que els tres primers episodis fossin llençats en streaming.

## Recepció
La pàgina web de ressenyes Rotten Tomatoes, informa una qualificació d'aprovació del 68 % amb una qualificació de mitjana de 6.9 sobre 10, basada en 44 crítiques. El consens dels crítics diu: "Les revolucions de la Roda del Temps poden ser una mica grinyolants quan tracta de destacar-se d'altres sèries de fantasia, però aconsegueixen admirablement fer que l'epopeia de Robert Jordan sigui accessible pels no iniciats". Metacritic, que utilitza una mitjana ponderada, va assignar una puntuació de 55 sobre 100 basadda en 21 crítiques, la qual cosa indica "crítiques mitjanes".
Ed Power de The Daily Telegraph li va donar a la sèrie 4 de 5 estels, escrivint: "En els seus primers episodis, aquesta gran Rueda té suficient mística i impuls per suggerir que pot seguir girant i donar-li a Amazon l'èxit global que tant anhela". Keith Phipps, de TV Guide, també li va donar a la sèrie 4 de 5 estels, escrivint: "El més important és que funciona com una peça de narració, creant un univers fictici elaborat, però també raons perquè els espectadors es preocupin pel destí d'aquest univers i se sentin intrigats pel que succeirà a continuació". Lucy Pispen de The Guardian li va donar a la sèrie 3 de 5 estels, escrivint: "Està absolutament bé. Té empenta, té estil i té suficients esdeveniments portentosos de final de llibre de veu en off per fer que tot sembli de gran importància". John Doyle, de The Globe and Mail, va escriure que la sèrie tenia "cert encant en la seva descripció de la gent corrent que viu en aquest bell però tens lloc", però la va criticar pel que va descriure com "una dependència excessiva dels efectes especials i l'espectacle, fins al punt que preferiria tornar amb les persones involucrades ". Preeti Chibber de Polygon va declarar: "La Roda del Temps té un començament molt fort per a una sèrie molt esperada i creada per algú que té una comprensió clara de com les adaptacions poden complementar el seu material original en lloc de simplement copiar-ho". Mini Anthikad Chhibber de The Hindu va descriure veure els dos primers episodis de la sèrie com "una experiència divertida" i va elogiar les imatges i l'acció.
Alan Sepinwall de Rolling Stone li va donar a la sèrie 2 de 5 estels, elogiant les imatges del programa i escrivint que "pot atreure a alguns fanàtics de la fantasia famolencs per qualsevol mos de màgia i meravella", però va agregar: "tot està buit, tot i que car, calories ". Fiona Sturges del Financial Times també li va donar a la sèrie 2 de 5 estels, escrivint: "Si bé hi ha prou violència i fals misticisme per mantenir feliços als fanàtics del gènere, les interaccions humanes convincents són més difícils de trobar". Agard, que escriu per Entertainment Weekly, va notar una falta de desenvolupament de personatges malgrat la capacitat d'observació general de la sèrie. Variety va criticar la sèrie per accelerar massa la història. Brian Lowry de CNN va descriure la sèrie com "la versió del senyor dels anells per als pobres de Amazon", i va escriure: "els personatges simplement no posseeixen suficient pop per atreure a aquells que no vénen immersos en la mitologia, i els efectes especials són desiguals ".